# Reynolds (Nebraska)
Reynolds est un village du comté de Jefferson, dans l'État du Nebraska, aux États-Unis. En 2020, il comptait une population de 59 habitants.